# Lama (Taranto)
Lama è una borgata che si estende a sud di Taranto, situato nella zona sud-orientale del suddetto comune e parte della circoscrizione Talsano-San Vito-Lama.
Le zone in cui Lama è suddivisa sono: Bellatrase, Faito, San Domenico, Carelli, La Battaglia, Capitignano, Tre Fontane. Il territorio fa parte della zona settentrionale del Salento.

## Toponomastica
Prende il nome dalla morfologia del terreno, che forma un avvallamento coltivato in parte a vigneto. Le cosiddette lame sono solchi erosivi molto comuni in Puglia.

## Società

### Evoluzione demografica
Lama conta molte migliaia di abitanti a causa dell'incremento urbanistico. La popolazione aumenta notevolmente durante la stagione estiva anche in virtù delle numerose case e ville costruite sulla costa negli ultimi anni e dei complessi residenziali di recente costruzione che hanno visto molta gente provenire dai quartieri più centrali della città .

## Monumenti e luoghi di interesse
La costa di Lama affaccia sul mare Ionio ed è ricca di baie e di macchia mediterranea (gariga). Il mare di Lama rappresenta l'inizio della nota Litoranea Salentina, che termina poi a Santa Maria di Leuca.
Il cuore più antico di Lama, fondato agli inizi del XX secolo dai vicini talsanesi, è formato da piccole case basse, tipiche del paesaggio rurale, con una chiesa dedicata alla "Regina Pacis", costruita tra il 1945 e il 1949,  eretta per volere delle famiglie contadine locali, in particolare grazie all'opera di Francesca Stendardo e Angela Simeone, terziarie francescane.
Non mancano apprezzabili masserie come la masseria Battaglia, un vero monumento storico, purtroppo in stato di abbandono. 

### Masseria "La Battaglia"
Si tratta di una masseria risalente al XVII secolo, fortemente fortificata attraverso muraglie e garitte; ad oggi caratterizzata da un giardino settecentesco ricco di ceramiche. La sua cappella, collegata alla struttura padronale risulta essere la prima cappella presente a Lama; qui su di una lapide sul muro, datata al 1795 afferma: “Qui non si dà asilo”.
Il toponimo portato dalla masseria, "Battaglia", storicamente evocativo, ha portato a generare numerose leggende, tra cui quella circa la sepoltura del corpo di un principe (o cavaliere) saraceno, nei dintorni della stessa masseria, con l’intera armatura d’oro e d’argento. Inoltre la tradizione popolare locale riporta la possibile sconfitta che Annibale avrebbe subito da parte dei Romani in una battaglia proprio presso Lama, durante la seconda guerra punica.
Tuttavia, molto più accreditabile risulta essere la tradizione che vuole la masseria come teatro finale di una famosa battaglia avvenuta tra Cristiani e Turchi, combattuta tra il 14 ed il 22 settembre del 1594 tra i Turchi di Sinan Bassà (detto Scipione) Cicala e i Tarantini. Nel settembre dell'anno 1594, i corsari di Scipione Cicala, invasero la città di Reggio Calabria, dopo aver attraversato il canale di Sicilia con novantasei galee. Dopodiché, all'alba del 14 settembre la grande flotta turca fece rotta verso Taranto ove approdarono sulle isole Cheradi (allora deserte), per poi attaccare le torri difensive di capo San Vito e capo Rondinella, rispettivamente a Sud-est e Nord-est dell'isola di San Pietro.
In seguito, con l'obiettivo di avvicinarsi alla città, la flotta sbarcò i turchi presso la foce del fiume Tara dove rasero al suolo la torre costiera e saccheggiarono la vicina chiesa "Santa Maria della Giustizia". Vi fu un primo scontro, poco distante il fiume, tra i turchi e numerosi soldati accorsi da tutta la provincia di Terra d'Otranto; questi erano comandati dal marchese Carlo d'Avalos e a loro si aggiunsero anche contadini scesi dai vicini centri di Mottola e di Massafra.
Gli aggressori turchi, vista la precedente offensiva fallita, fuggirono sulle navi e tre giorni dopo si spostarono in seno opposto di Mar Grande, a Levante, distruggendo la torre costiera e la chiesa di San Vito. Successivamente, il 21 settembre il capitan Pascià tentò di portare parte della flotta sotto le mura della città per colpirla con le artiglierie, ma questo attacco fu nuovamente respinto. La città era infatti ben difesa grazie alle fortificazioni Aragonesi verso porta Lecce e alla torre di Raimondello Orsini a porta Napoli, dai due ponti tra Mar Piccolo e Mar Grande, nonché dai cittadini, forniti di una notevole quantità di armi e munizioni.
Un nuovo sbarco avvenne il giorno dopo, sempre nel seno di Levante del Mar Grande; questo sarà l'ultimo scontro di questa battaglia ed ebbe come teatro l'omonima masseria a Lama. L'ennesima sconfitta in territorio tarantino segna l'epilogo disastroso per le armate turche che saranno costrette alla fuga ritirandosi definitivamente con gravi perdite, facendo rotta verso l’Albania. Queste battaglie verranno poi descritte dal tarantino Cataldantonio Mannarino in un poema eroico, "Glorie di guerrieri ed amanti" nel 1596.

### Batterie per la difesa costiera
È ancora presente presso il "Piano Scarfoglio", nel circondario di Tramontone, il distaccamento militare ospitante la bellissima ex batteria costiera "Ammiraglio Saint Bon" costruita a partire dal 1909 per il Corpo di Artiglieria da Costa (Fortezza) del Regio Esercito. Consegnata definitivamente nel novembre del 1912 fu data in carico alla 13ª Compagnia del 4º Reggimento Artiglieria da Costa (Fortezza) di Messina (I Gruppo di stanza a Taranto), poi 1ºReggimento Artiglieria da Costa (I Gruppo), poi 9ºReggimento Artiglieria Pesante (C) e 3ºReggimento Artiglieria da Costa. In tempo di pace il suo organico risiedeva abitualmente presso la Direzione di Artiglieria di Taranto (Caserma "Carlo Mezzacapo") raggiungendo in pianta stabile il distaccamento durante il periodo delle esercitazioni o in tempo di guerra.
Convertita in Deposito Munizioni dal 1936 all'indomani della soppressione del Corpo di Artiglieria dai ranghi del Regio Esercito, operò come tale fino all'ottobre del 1975.
Il "Piano Scarfoglio", un vasto pianoro che prende il nome dall'omonima Masseria appartenuta alla Famiglia Scarfoglio (costruita da Emiddio Scarfoglio all'inizio del XIX Secolo) appartenne per un breve periodo, e nei primi anni del XX Secolo ad Antonio Scarfoglio, il quale però non era diretto parente di Emiddio ma figlio dei giornalisti Eduardo Scarfoglio e Matilde Serao. Le terre di proprietà della Masseria si estendevano da Punta "San Francesco" sino alla "Grottaglia" (zona sotto il Villaggio "Ruta"); nel 1909 parte delle terre (zona "Le Macchie") vennero espropriate dall'Amministrazione Militare per realizzare la Batteria e il suo distaccamento nonché e per delimitare le varie servitù militari; in seguito la Masseria appartenne alla Famiglia Scarfoglio venendo venduta successiva alla Famiglia Nigro che la passò a sua volta, all'inizio degli anni '60 del secolo scorso, alle Famiglie Savino (Masseria e terreni prossimi) e Gravame.
La Batteria e gli edifici del distaccamento furono realizzati dai costruttori Vito Antonio Raffo (costruttore della Batteria e della Polveriera di riserva e fondatore, nel 1919, della Fabbrica di Birra e Ghiaccio, poi noto brand della Birra Raffo), Suma Carlo, Antonio Rizzo, Angelo Cecinato e Domenico Scialpi. La Batteria e la Polveriera furono realizzate su progetto del Capitano del Genio del Regio Esercito Nobile Gennaro Bacile di Castiglione della Sottodirezione del Genio Militare di Taranto. Sempre la Sottodirezione, curò nel tempo la costruzione degli altri edifici e la manutenzione del distaccamento in generale.
L'armamento primario era composto da 6 Obici mod. Armstrong in acciaio su affusto ordinario da 280 mm di tipo "L" (lungo) (che avevano una gittata minima di 1.450 m e massima di 10.700 m) i quali assicuravano un campo di tiro di oltre 150°, campo che si incrociava a nord con la Batteria "San Vito" e che a sud arrivava fino a Lido "Silvana"; l'armamento secondario invece (per il tiro ridotto e difesa della Batteria) era composto da 4 cannoni da 87 mm B mod. 80/98.
Sempre nel circondario di Lama vi erano le Stazioni Primarie e Secondarie del servizio Telemetrico di assistenza alla Batteria: esse erano site presso Casa "Troylo" (via Girasoli), nelle vicinanza di Casa "Ameglio" (sempre verso via Girasoli), Torre "Blandamura" (presso la Pineta, quale Stazione Principale), Punta "della Baracca" (dopo "Saturo"), Punta "Saguerra" (dopo Porto "Pirrone"). La Stazione del Capo del I Gruppo risiedeva presso Cascina "Carelli" in via Girasoli.
Ancora presenti e visibili sono gli "arrugginiti pali a mare", ovvero i capisaldi di rettifica dei telemetri, presso la scogliera di Punta "San Francesco", "San Vito" e Punta "Blandamura" (quest'ultimo purtroppo in parte collassato per l'azione del mare nel febbraio del 2012).
Un piccolo distaccamento posto a difesa antisbarco della Batteria "Ammiraglio Saint Bon" e composto da 4 pezzi da 87 mm B mod. 80/98, fu realizzato nel 1914 poco a nord di Torre "San Francesco". Disarmato negli anni '30 del secolo scorso per obsolescenza fu rimpiazzato, allo scoppio della seconda guerra mondiale e più a sud, verso Punta "San Francesco" da un nuovo complesso in forza alla MILMART - 5^Legione di Taranto (funzionalmente dipendente dalla Regia Marina) in funzione antinave e antiaereo, dotato di 7 piazzole con riservette per le munizioni di pronto impiego per l'utilizzo di cannoni da 152 mm e 1 cannone per il tiro illuminante.

## Eventi
A Lama non mancano eventi tradizionali come la "Calata dei Magi", una rappresentazione sacra recitata il giorno dell'Epifania davanti al sagrato della chiesa Regina Pacis. La Festa dei falò accesi nelle campagne in onore di San Giuseppe (per il quale nella sede sociale della Pro Loco è previsto anche l'allestimento di un bellissimo Altare) è un evento realizzato in Primavera dalla Pro Loco di Lama del 1994 nella manifestazione Fuochi sacri: farfugghie e fanoie. L' Estate la Festa della Focaccia Tarantina si svolge per incentivare la cura ambientale della bellissima costa lamese.
Molto interessante a tale proposito dal punto di vista turistico e paesaggistico è anche il percorso pedonale e ciclabile lungo la costa lamese denominato "Il Sentiero degli Artisti e dei Poeti della Magna Grecia", che si snoda lungo la linea della costa sul mare raggiungibile da via Mughetto, da via Fiori di Loto e da Via Girasoli. Il Sentiero, nato nel 1997,su iniziativa del movimento artistico EcoArte contro il degrado, voluto dallo scultore pittore e ceramista pro.Aldo Pupino,  si è arricchito oggi di numerosi tamerici e di tipiche piante della macchia mediterranea. Esso rappresenta una delle attrattive turistiche costiere più interessanti per la finalità di salvare la costa deturpata da decenni di incuria, degrado e sversamenti abusivi.